# Chalid ibn Barghasz
Sajjid Chalid ibn Barghasz al-Busa’idi (arab. خالد بن برغش البوسعيدي, Khālid ibn Barghash al-Būsaʿīdī; ur. 1874, zm. 1927 w Mombasie) – szósty sułtan Zanzibaru od 25 do 27 sierpnia 1896.

## Życiorys
Urodzony jako najstarszy syn Barghasza ibn Sa’ida, drugiego sułtana Omanu oraz wnuk Sa’ida ibn Sultana, ostatniego władcy Omanu i Zanzibaru. Po zaciętych walkach między synami Sa’ida, najstarszemu Suwajniemu przypadł Oman (który dziedziczyli jego synowie), a kolejni bracia obejmowali tron zanzibarski. Władzę próbował objąć już w 1890 po śmierci wuja Alego ibn Sa’ida, wspierany przez Niemców, co uniemożliwił brytyjski garnizon. Najprawdopodobniej otruł swego kuzyna, sułtana od 1890, Hamada ibn Suwajniego, który zmarł 25 sierpnia 1896. To pozwoliło mu na przejęcie władzy, którą chciał uniezależnić od protektoratu brytyjskiego, który każdorazowo miał akceptować nowego władcę. Jednak już po 3 dniach został pozbawiony tronu w wyniku przegranej w 40-minutowej wojnie angielsko-zanzibarskiej (zastąpił go książę Omanu Hammud ibn Muhammad). Schronił się w niemieckim konsulacie, skąd przeszmuglowano go do Niemieckiej Afryki Wschodniej, gdzie otrzymał azyl polityczny. Porwany przez Brytyjczyków w 1916 roku w Dar-es-Salam, trafił na wygnanie na Seszele i Wyspę Świętej Heleny. W 1925 został wypuszczony na kontynent afrykański, gdzie wkrótce zmarł w Mombasie (do 1888 posiadłości Zanzibaru).